# Leopoldov (Rudník)

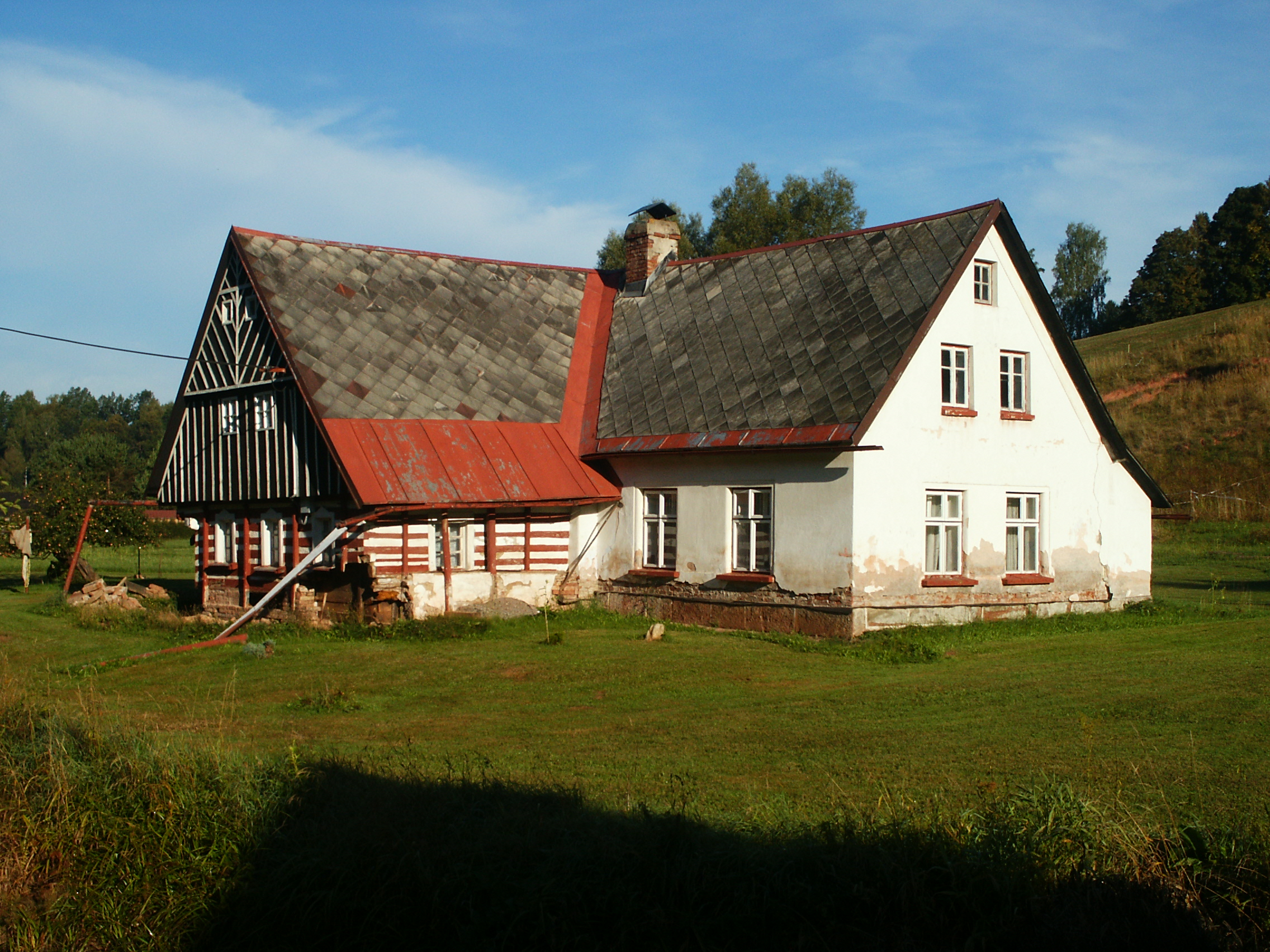
Denkmalgeschütztes Fachwerkhaus mit Anbau in Leopoldov, hier 2013 mit Schäden nach dem Hochwasser im gleichen Jahr

Leopoldov, volkstümlich zumeist Leopold, (deutsch Leopold) ist eine Ansiedlung der Gemeinde Rudník im Okres Trutnov in Tschechien. Sie liegt fünf Kilometer nördlich von Hostinné.

## Geographie
Leopoldov liegt im Riesengebirgsvorland im Tal des Baches Luční potok an der Einmündung des Janovický potok.
Im Osten erheben sich die Skalka (550 m) und Liška (514 m), südöstlich die Kamenná (Forstergestein, 543 m), im Süden der Čermenský vrch (493 m), südwestlich die Červená výšina (Rote Höhe, 519 m) und der Soví vrch sowie im Westen die Pastvina (502 m). Nördlich erstreckt sich das Waldgebiet Dlouhý les (Langer Wald). Durch den Ort führt die Straße I/14 zwischen Vrchlabí und Trutnov. Am nördlichen Ortsrand befindet sich ein Umspannwerk.
Nachbarorte sind Javorník im Nordosten, Hrádeček im Osten, Vlčice und Jánský Dvůr im Südosten, Čermná im Süden, Arnultovice im Südwesten, Rudník im Westen sowie Janovice im Nordwesten.

## Geschichte
Leopoldesdorf wurde am 27. Jänner 1677 auf den Fluren des Lehngutes Mohren durch Leopold Wilhelm Albrecht Reichsgraf von Waldstein gegründet. Die am Weg von Nieder Hermannseifen nach Mohren gelegene neue Ansiedlung wurde, wie bei Ortsgründungen nach dem Dreißigjährigen Krieg üblich, nach dem sie gründenden Grundherrn benannt. Das mit dem Allodialgut Hermannseifen verbundene Lehngut Mohren blieb bis 1706 im Besitz des Geschlechts von Waldstein, danach erwarben die Fürsten zu Schwarzenberg das Gut und schlossen es an ihre Herrschaft Wildschütz an. Im Jahre 1713 wurde der Ort als Leopoldesdorff, Leopoldsdorff bzw.  Leopoldt bezeichnet. Bei der 1771 eingeführten Hausnummerierung wurden in Leopold 20 Häuser gezählt. Johann Fürst von Schwarzenberg tauschte 1789 die Herrschaft Wildschütz mit dem angeschlossenen Gut Hermannseifen samt Zubehör bei Kaiser Joseph II. gegen Borovany ein. 1790 kaufte der Arnauer Textilfabrikant Johann Franz Theer, der im selben Jahre als Johann Freiherr von Silberstein geadelt worden war, den Besitz von der Hofkammer. 1808 erwarb sein Sohn Franz Freiherr von Silberstein die Güter. Mit dem Erbvertrag von 1815 wurde das Gut Hermannseifen mit den Lehngütern Mohren und Helfendorf von der Herrschaft Wildschütz abgetrennt und ging an Josef Karl Freiherr von Silberstein über. Im Jahre 1834 hatte Leopold 127 Einwohner und bestand aus 21 Häusern. Der untere Teil des Dorfes mit elf Häusern und 75 Einwohnern war nach Hermannseifen eingepfarrt, der obere Teil nach Mohren. Bis zur Mitte des 19. Jahrhunderts war der überwiegende Teil des Dorfes zum Allodialgut Hermannseifen untertänig, ein geringer Anteil gehörte der Herrschaft Arnau.
Nach der Aufhebung der Patrimonialherrschaften bildete Leopold ab 1850 einen Ortsteil der Gemeinde Hermannseifen in der Bezirkshauptmannschaft Hohenelbe / Vrchlabí. Im Jahre 1879 verkaufte Adolf von Silberstein das Gut Hermannseifen an Friedrich Wihard aus Liebau in Schlesien. Dieser veräußerte es 1880 an den Textilfabrikanten Johann Adam Kluge. Nach der Gründung der Tschechoslowakei wurde die Gemeinde 1922 dem neuen Gerichtsbezirk Arnau zugeordnet. Infolge des Münchner Abkommens wurde Leopold zusammen mit Hermannseifen 1938 dem Deutschen Reich angeschlossen und gehörte bis 1945 zum Landkreis Hohenelbe. Nach dem Zweiten Weltkrieg kam der Ort zur Tschechoslowakei zurück. Infolge der Vertreibung deutscher Bewohner ging die Einwohnerzahl stark zurück. In dieser Zeit erhielt der Ort den amtlichen Ortsnamen Leopoldov, der jedoch von der Bevölkerung kaum verwendet wird. Nach der Aufhebung des Okres Vrchlabí wurde Leopoldov mit Beginn des Jahres 1961 dem Okres Trutnov zugeordnet. 1980 verlor der Ort seinen Status als Ortsteil.

## Kulturdenkmäler
In Leopoldov (Adresse Rudník Nr. 482) befindet sich ein Fachwerkhaus mit Ziegelanbau und Scheune, das als Beispiel für die traditionelle Architektur im Riesengebirge gilt und seit 1958 unter Denkmalschutz steht. Nach Hochwasserschäden wurde es 2015 umfassend saniert.

## Söhne und Töchter des Ortes
- Anton Rührich (1903–1945), katholischer Geistlicher und letzter deutscher Pfarrer in Olešnice/Gießhübel. Er wurde nach Kriegsende wegen verbotenem Waffenbesitzes verhaftet und nach Peklo bei Nové Město nad Metují verbracht, wo er am 16. Juni 1945 durch Milizangehörige ohne Verfahren hingerichtet wurde.[4]